# Lin Scholte

Lin Scholte als jong kind met haar moeder

Lin Scholte (Batoedjadjar (Batujajar), West-Bandung West-Java, 13 juni 1921 - Amstelveen, 10 juni 1997) was een Nederlands-Indische schrijfster.

## Biografie
Scholte werd geboren als eerste dochter van Piet Scholte (een Nederlandse korporaal bij het Koninklijk Nederlandsch-Indisch Leger (KNIL), geboren in Amsterdam) en de Javaanse Djemini. Uit dit huwelijk werden nog een zus en drie broers van Lin geboren: Lies, Piet, Herman en Bernard. Lin werd grootgebracht in twee culturen: de christelijke van haar vader en de Javaanse, adat (gewoonte) van haar moeder, een besef dat zij pas later in haar leven bewust zou omarmen. Militairen en hun gezin wisselden regelmatig van standplaats en verhuisden van de ene 'tangsi' (kazerne) naar de andere. In 1928 ging het gezin voor vijf maanden op verlof naar Nederland. In 1929 verhuisden ze naar garnizoensplaats Tjimahi (Cimahi), West-Java, vervolgens in 1933 naar Batavia (het huidige Jakarta) en het jaar daarna naar Makassar, Celebes (Sulawesi). Daar ontmoet Lin haar toekomstige echtgenoot, de Indische KNIL-militair Hans Siebenhaar met wie ze, pas 16 jaar oud, in 1937 in het huwelijk trad. Voor de Japanse bezetting kregen zij een dochter en een zoon, Asta en Peter. Na de Japanse capitulatie in 1945 werden Lin en de kinderen getransporteerd naar het havengebied van Soerabaja en van daaruit vertrokken zij in 1946 naar Amsterdam. Ook haar man had de bezetting overleefd en voegde zich bij hen voor zijn verlof. Na afloop van zijn verlof keerde het gezin in 1947 terug naar Bandoeng, West-Java. Hij was per slot van rekening nog steeds KNIL-militair. In december 1951, na de onafhankelijkheid van Indonesië en de opheffing van het KNIL, vertrok het gezin definitief naar Nederland. Uiteindelijk kregen zij een woning in Wageningen. Lin keerde nooit terug naar haar geboorteland.

## Werk
Gestimuleerd door haar vader wilde Lin als klein meisje al schrijfster worden. Echter, schrijven kwam er pas van toen zij de kans greep om mee te doen aan een literaire prijsvraag uitgeschreven door de Indische culturele kring Tong Tong. Met dit schrijven reageerde zij op het fotoboek Tempo Doeloe van de letterkundige Rob Nieuwenhuys, een van de juryleden, omdat ze vond dat hij een te negatief beeld schetste van het tangsileven (het leven in de kazerne) waarin ze zelf was opgegroeid. Ze won de prijsvraag, het lange verhaal werd uitgegeven. Zo verscheen in 1965 haar eerste boek Anak Kompenie. Het boek werd een succes. Later volgden Lekker koken van Sabang tot Merauke - Oude en Nieuwe recepten uit de Wonderlijke Tropenkeuken (1972), een vertelboek met recepten, Bibi Koetis voor altijd (1974), een eerbetoon aan haar tante Koetis, die als een tweede moeder voor haar was, en Takdiran en andere verhalen (1977), een bundel met korte verhalen over Indië en de bersiaptijd. Verder is er nog het bij haar leven nooit uitgegeven manuscript Fientje de Feniks, postuum uitgegeven in 2007 in het door Vilan van de Loo uitgegeven boek Verzamelde romans en verhalen van Lin Scholte. Lin Scholte publiceerde verder diverse artikelen in Tong Tong en Moesson in de jaren 1964 - 1980, over onder andere Indië, Suriname en recepten. Zij werd op 30 november 1974 door Koos Postema geïnterviewd voor de Nederlandse televisie in zijn programma Een groot uur U.
Lin Scholte vertegenwoordigt een unieke stem in de Nederlands-Indische literatuur. Scholtes belevenissen in oorlogstijd en vooral vlak na de Japanse capitulatie zijn een fascinerende aanvulling op onze officiële oorlogsgeschiedenis over de Japanse bezetting van Nederlands Indië en de daaropvolgende bersiaptijd. De recensies over haar boeken waren over het algemeen lovend. Zij geeft een zeldzaam mooi beeld van het tangsi leven zoals dat eens in Indië bestaan heeft. Een samenleving waarvan men in Nederland praktisch niets wist. Zij schrijft in een ritmisch poëtische vertelstijl die doet denken aan de traditie van het spoken word, waarin de rol van de Indische vrouwen verteld wordt vanuit Indisch perspectief. Over Bibi Koetis voor altijd: "Zij  doet verslag van een verdwenen wereld in één van de mooiste en eerlijkste boeken over een wereld waarin de Nederlands Indonesische families door haar op authentieke wijze worden beschreven".